# Secretagogin
Secretagogin‏ (Secretagogin, EF-hand calcium binding protein) هوَ بروتين يُشَفر بواسطة جين Secretagogin في الإنسان.